# Sataria
Sataria is een geslacht van hooiwagens uit de familie Sclerosomatidae.
De wetenschappelijke naam Sataria is voor het eerst geldig gepubliceerd door Roewer in 1915. 

## Soorten
Sataria omvat de volgende 3 soorten:
- Sataria coronata
- Sataria maculata
- Sataria unicolor